# Paradise (米米CLUBの曲)
『Paradise』（パラダイス）は、米米CLUBの4枚目のシングル。1987年4月22日発売。発売元はCBS/SONY。

## 概要
本作はシングル・レコードとシングル・カセット2形態で発売。シングル単体としてCD化はされていない。マル（丸山龍男）脱退後初のシングルである。週間オリコンチャートで19位にランクインし、当時の自身のシングルで最高位を記録した。

## 収録曲
全作詞・作曲：米米CLUB　編曲：中村哲
1. Paradise
味の素「Teen's」CMソング
2. Parodies
表題曲の替え歌で所謂「ソーリー曲」

## 再発シングル
1989年3月21日にCBS・ソニーグループ発足20周年を記念した「Platinum Single Series」で次作「sûre danse」とのカップリングで8cmCDをリリース。「I・CAN・BE/Shake Hip!」との同時発売。

### 収録曲
1. Paradise
2. sūre danse

### 収録アルバム
- Paradise
K2C (#7 リメイク版)
HARVEST SINGLES 1985-1992 (#4)

- Parodies
SINGLES (#2)